# 1464 az irodalomban
Az 1464. év az irodalomban.

## Halálozások
- augusztus 11. – Nicolaus Cusanus német bíboros, teológus, filozófus és természettudós (* 1401)